# Matheus Correa
Matheus Gabriel de Liz Correa (* 22. August 1999 in Blumenau) ist ein brasilianischer Geher.

## Sportliche Laufbahn
Matheus Correa sammelte 2014 erste Wettkampferfahrung im Gehen, nachdem er bei den U18-Meisterschaften Südamerikas in Kolumbien an den Start ging und dabei den sechsten Platz belegte. 2015 trat er in Chile bei den U20-Panamerikameisterschaften im Gehen an, kam allerdings nicht über den 17. Platz hinaus. Ende Mai nahm er in Ecuador an den U20-Südamerikameisterschaften teil und belegte über 10.000 Meter den sechsten Platz. Zwei Wochen später gewann er die Goldmedaille bei den Brasilianischen U18-Meisterschaften. Einen Monat später trat er in Kolumbien bei den U18-Weltmeisterschaften an und landete mit einer Zeit von 46:13,23 min auf dem 14. Platz. 2016 steigerte er sich in Rom auf eine Bestzeit von 45:02 min auf der 10-km-Distanz. 2017 gewann er die Goldmedaille bei den Brasilianischen U20-Meisterschaften über 10.000 Meter. Über diese Distanz trat er Anfang Juni bei den U20-Südamerikameisterschaften in Guyana an und konnte mit einer Zeit von 46:12,50 min die Bronzemedaille gewinnen. 2018 konnte er erneut die Goldmedaille bei den nationalen U20-Meisterschaften gewinnen. Im Juli trat er bei den U20-Weltmeisterschaften im finnischen Tampere an und landete mit einer Zeit von 42:55,70 min auf dem 17. Platz. 2019 gewann Correa mit Bestzeit von 1:29:08 h die Silbermedaille bei den Brasilianischen Meisterschaften über 20 km. 2020 trat er im Februar bei den Südamerikanischen Geher-Meisterschaften an und belegte über 20 km den elften Platz.
2021 steigerte sich Correa Anfang Mai beim Panamerikanischen Geher-Cup in Ecuador auf eine Bestzeit von 1:23:31 h. Damit schaffte er durch seine Platzierung auf der Weltrangliste die Qualifikation für die Olympischen Sommerspiele in Tokio. Im Juni belegte er mit neuer Bestzeit von 1:22:14 h den zweiten Platz bei den Brasilianischen Meisterschaften. Anfang August trat er bei den Olympischen Spielen an und beendete den Wettkampf auf Platz 46. 2022 trat er zum ersten Mal bei den Weltmeisterschaften an und erreichte bei seinem WM-Debüt als 30. das Ziel. 2023 trat Correa Anfang August bei den World University Games im chinesischen Chengdu an, konnte den Wettkampf über 20 km allerdings nicht beenden.

## Wichtige Wettbewerbe
| Jahr                  | Veranstaltung                 | Ort                   | Platz                 | Disziplin             | Zeit                  |
| Startet für Brasilien | Startet für Brasilien         | Startet für Brasilien | Startet für Brasilien | Startet für Brasilien | Startet für Brasilien |
| --------------------- | ----------------------------- | --------------------- | --------------------- | --------------------- | --------------------- |
| 2014                  | U18-Südamerikameisterschaften | Cali                  | 6.                    | 10.000 m Bahngehen    | 48:11,65 min          |
| 2015                  | U20-Südamerikameisterschaften | Cuenca                | 6.                    | 10.000 m Bahngehen    | 49:04,79 min          |
| 2015                  | U18-Weltmeisterschaften       | Cali                  | 14.                   | 10.000 m Bahngehen    | 46:13,23 min          |
| 2017                  | U20-Südamerikameisterschaften | Leonora               | 3.                    | 10.000 m Bahngehen    | 46:12,50 min          |
| 2018                  | U20-Weltmeisterschaften       | Tampere               | 17.                   | 10.000 m Bahngehen    | 42:55,70 min          |
| 2021                  | Olympische Spiele             | Tokio                 | 46.                   | 20 km Gehen           | 1:31:47 h             |
| 2022                  | Weltmeisterschaften           | Eugene                | 30.                   | 20 km Gehen           | 1:27:31 h             |

## Persönliche Bestleistungen
- 5-km-Gehen: 22:27,08 min, 28. Juni 2015, Itajaí
- 10.000-m-Bahngehen: 39:18,60 min, 22. Juli 2023, Lavras
- 10-km-Gehen: 41:36 min, 16. Mai 2022, Madrid
- 20-km-Gehen: 1:22:14 h, 12. Juni 2021, São Paulo
- 35-km-Gehen: 2:41:24 h, 5. März 2023, Brasília